# Mike Portnoy
Michael Stephen Portnoy (ur. 20 kwietnia 1967 w Nowym Jorku) – amerykański perkusista, wokalista i producent muzyczny. Uczęszczał do szkoły muzycznej Berklee College of Music w Bostonie. Mike Portnoy znany jest przede wszystkim z występów w zespole metalu progresywnego Dream Theater, którego był członkiem w latach 1985–2010 i w 2023 roku do niego wrócił. Muzyk współpracował ponadto z takimi zespołami i wykonawcami jak: Transatlantic, Inner Sanctum, Fates Warning, Neal Morse, OSI czy John Arch. Pomysłodawca projektu muzycznego Liquid Tension Experiment.

## Działalność artystyczna
W 1997 roku powołał projekt Liquid Tension Experiment w którego skład weszli John Petrucci, Tony Levin i Jordan Rudess. Debiut kwartetu – Liquid Tension Experiment ukazał się w 1998 roku. Natomiast rok później został wydany drugi album – Liquid Tension Experiment 2.
W 2009 roku w plebiscycie magazynu branżowego DRUM! został wyróżniony tytułem „najlepszego perkusisty koncertowego”. W 2010 roku wziął udział w nagrywaniu płyty zespołu Avenged Sevenfold pt. Nightmare. Portnoy zastąpił zmarłego Jamesa Sullivana znanego jako The Rev. We wrześniu 2010 roku po dwudziestu pięciu latach występów w Dream Theater Portnoy odszedł z zespołu. Powrócił do składu Dream Theater po 13 latach, w październiku 2023 roku.
W 2011 wraz z wokalistą Russellem Allenem i gitarzystą Mikiem Orlando założył heavymetalowy zespół Adrenaline Mob. Portnoy opuścił zespół w 2013 roku po nagraniu jednego albumu studyjnego oraz dwóch minialbumów. W 2012 roku wraz z basistą Billy Sheehanem oraz gitarzystą i wokalistą Richie Kotzenem utworzył power trio pod nazwą The Winery Dogs. Debiutancki album formacji zatytułowany The Winery Dogs trafił do sprzedaży w 2013 roku.
W 2014 roku wraz Markiem Menghim, Davidem Ellefsonem i Alexem Skolnickiem utworzył thrashmetalową formacją Metal Allegiance. Pierwszy album grupy – Metal Allegiance ukazał się we wrześniu 2015 roku. Również w 2015 roku Portnoy dołączył jako muzyk koncertowy do formacji Twisted Sister w której zastąpił zmarłego tego samego roku A.J. Pero.

## Życie prywatne
Portnoy mieszka wraz z żoną Marlene (z domu Apuzzo) oraz dwójką dzieci Melody Ruthandreą i Maxem Johnem w Upper Saucon Township w Lehigh Valley w stanie Pensylwania. Żona muzyka była gitarzystką w glam rockowym zespole Meanstreak. Pozostałe dwie członkinie tejże formacji Rena Sands i Lisa Martens, wyszły za mąż za, odpowiednio Johna Petrucciego i Johna Myunga, również muzyków Dream Theater.

## Instrumentarium
Muzyk jest endorserem instrumentów firm Sabian, Latin Percussion, Remo i Tama. Firma Sabian produkuje sygnowane przez muzyka talerze perkusyjne typu splash, nazwane od imienia jego syna – Max. Z kolei firma Tama produkuje serię sygnowanych werbli, nazwanych od imienia jego córki – Melody.

## Dyskografia
| Album                                                                        | Rok  | Uwagi                                                                                          | Źródło |
| ---------------------------------------------------------------------------- | ---- | ---------------------------------------------------------------------------------------------- | ------ |
| Dream Theater – When Dream and Day Unite                                     | 1989 | członek zespołu, perkusja, instrumenty perkusyjne, współautor muzyki                           | [ 15 ] |
| Dream Theater – Images and Words                                             | 1992 | członek zespołu, perkusja, instrumenty perkusyjne, wokal wspierający, współautor muzyki        | [ 16 ] |
| Dream Theater – Live at the Marquee                                          | 1993 | członek zespołu, perkusja, instrumenty perkusyjne                                              | [ 17 ] |
| Dream Theater – Awake                                                        | 1994 | członek zespołu, perkusja, instrumenty perkusyjne, wokal wspierający, współautor muzyki, słowa | [ 18 ] |
| Dream Theater – A Change of Seasons                                          | 1995 | członek zespołu, perkusja, instrumenty perkusyjne, współautor muzyki, słowa                    | [ 19 ] |
| Dream Theater – Falling into Infinity                                        | 1997 | członek zespołu, perkusja, instrumenty perkusyjne, wokal wspierający, współautor muzyki, słowa | [ 20 ] |
| Dream Theater – Once in a Livetime                                           | 1998 | członek zespołu, perkusja, instrumenty perkusyjne, wokal wspierający                           | [ 21 ] |
| Dream Theater – Metropolis Pt. 2: Scenes from a Memory                       | 1999 | członek zespołu, perkusja, instrumenty perkusyjne, wokal wspierający, współautor muzyki, słowa | [ 22 ] |
| Dream Theater – Live Scenes from New York                                    | 2001 | członek zespołu, perkusja, instrumenty perkusyjne, wokal wspierający                           | [ 23 ] |
| Dream Theater – Six Degrees of Inner Turbulence                              | 2002 | członek zespołu, perkusja, instrumenty perkusyjne, wokal wspierający, współautor muzyki, słowa | [ 24 ] |
| Neal Morse – Testimony                                                       | 2003 | perkusja, instrumenty perkusyjne, wokal wspierający                                            | [ 25 ] |
| Dream Theater – Train of Thought                                             | 2003 | członek zespołu, perkusja, instrumenty perkusyjne, wokal wspierający, współautor muzyki, słowa | [ 26 ] |
| Neal Morse – One                                                             | 2004 | perkusja, instrumenty perkusyjne                                                               | [ 27 ] |
| Dream Theater – Live at Budokan                                              | 2004 | członek zespołu, perkusja, instrumenty perkusyjne, wokal wspierający                           | [ 28 ] |
| Dream Theater – Octavarium                                                   | 2005 | członek zespołu, perkusja, instrumenty perkusyjne, wokal wspierający, współautor muzyki, słowa | [ 29 ] |
| Neal Morse – ?                                                               | 2005 | perkusja, instrumenty perkusyjne, współautor muzyki                                            | [ 30 ] |
| Dream Theater – Score                                                        | 2006 | członek zespołu, perkusja, instrumenty perkusyjne, wokal wspierający                           | [ 31 ] |
| Hammer Of The Gods – Two Nights In North America                             | 2006 | członek zespołu, perkusja, producent wykonawczy                                                | [ 32 ] |
| Neal Morse, Mike Portnoy, Randy George – Cover To Cover                      | 2006 | perkusja, instrumenty perkusyjne, wokal wspierający                                            | [ 33 ] |
| Neal Morse – Sola Scriptura                                                  | 2007 | perkusja, instrumenty perkusyjne                                                               | [ 34 ] |
| Amazing Journey – One Night In New York City                                 | 2007 | członek zespołu, perkusja, wokal wspierający, producent wykonawczy                             | [ 35 ] |
| Dream Theater – Systematic Chaos                                             | 2007 | członek zespołu, perkusja, instrumenty perkusyjne, wokal wspierający, współautor muzyki, słowa | [ 36 ] |
| Neal Morse – Lifeline                                                        | 2008 | perkusja, instrumenty perkusyjne                                                               | [ 37 ] |
| Dream Theater – Black Clouds & Silver Linings                                | 2009 | członek zespołu, perkusja, instrumenty perkusyjne, wokal wspierający, współautor muzyki, słowa | [ 38 ] |
| Avenged Sevenfold – Nightmare                                                | 2010 | sesyjnie perkusja                                                                              | [ 39 ] |
| Neal Morse – Testimony 2                                                     | 2011 | perkusja, instrumenty perkusyjne                                                               | [ 40 ] |
| Adrenaline Mob – Adrenaline Mob                                              | 2011 | członek zespołu, perkusja, producent wykonawczy                                                | [ 41 ] |
| Neal Morse, Mike Portnoy, Randy George – Cover To Cover 2                    | 2012 | perkusja, instrumenty perkusyjne, wokal wspierający                                            | [ 42 ] |
| Adrenaline Mob – Omertá                                                      | 2012 | członek zespołu, perkusja, produkcja muzyczna                                                  | [ 43 ] |
| The Prog World Orchestra – A Proggy Christmas                                | 2012 | członek zespołu, perkusja                                                                      | [ 44 ] |
| Mike Portnoy, Billy Sheehan, Tony MacAlpine, Derek Sherinian – Live in Tokyo | 2012 | perkusja, instrumenty perkusyjne, wokal wspierający                                            | [ 45 ] |
| Neal Morse – Momentum                                                        | 2012 | perkusja, instrumenty perkusyjne                                                               | [ 46 ] |
| Adrenaline Mob – Covertá                                                     | 2013 | członek zespołu, perkusja, produkcja muzyczna                                                  | [ 47 ] |
| Bigelf – Into The Maelstrom                                                  | 2014 | sesyjnie perkusja                                                                              | [ 48 ] |
| Next To None – A light in the Dark                                           | 2015 | produkcja muzyczna                                                                             | [ 49 ] |
| The Neal Morse Band – The Grand Experiment                                   | 2015 | perkusja, instrumenty perkusyjne, wokal wspierający, współautor muzyki                         | [ 50 ] |
| The Neal Morse Band – The Similitude of a Dream                              | 2016 | perkusja, wokal wspierający                                                                    | [ 51 ] |
| Sons of Apollo – Psychotic Symphony                                          | 2017 | perkusja, wokal wspierający                                                                    | [ 52 ] |
| The Neal Morse Band – The Great Adventure                                    | 2019 | perkusja, wokal wspierający                                                                    | [ 53 ] |

## Wideografia

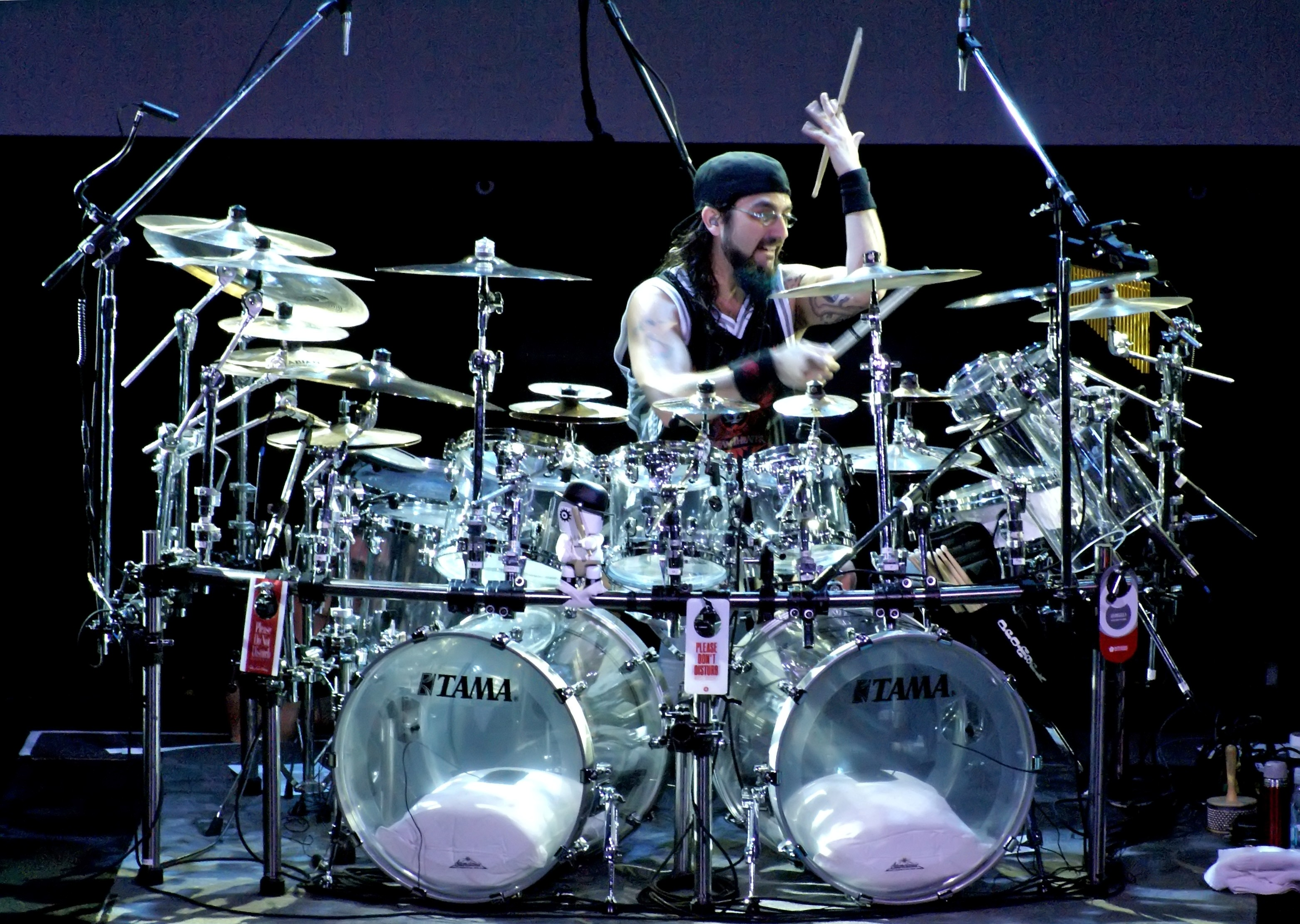
Mike Portnoy podczas koncertu wraz z zespołem Dream Theater w 2006 roku

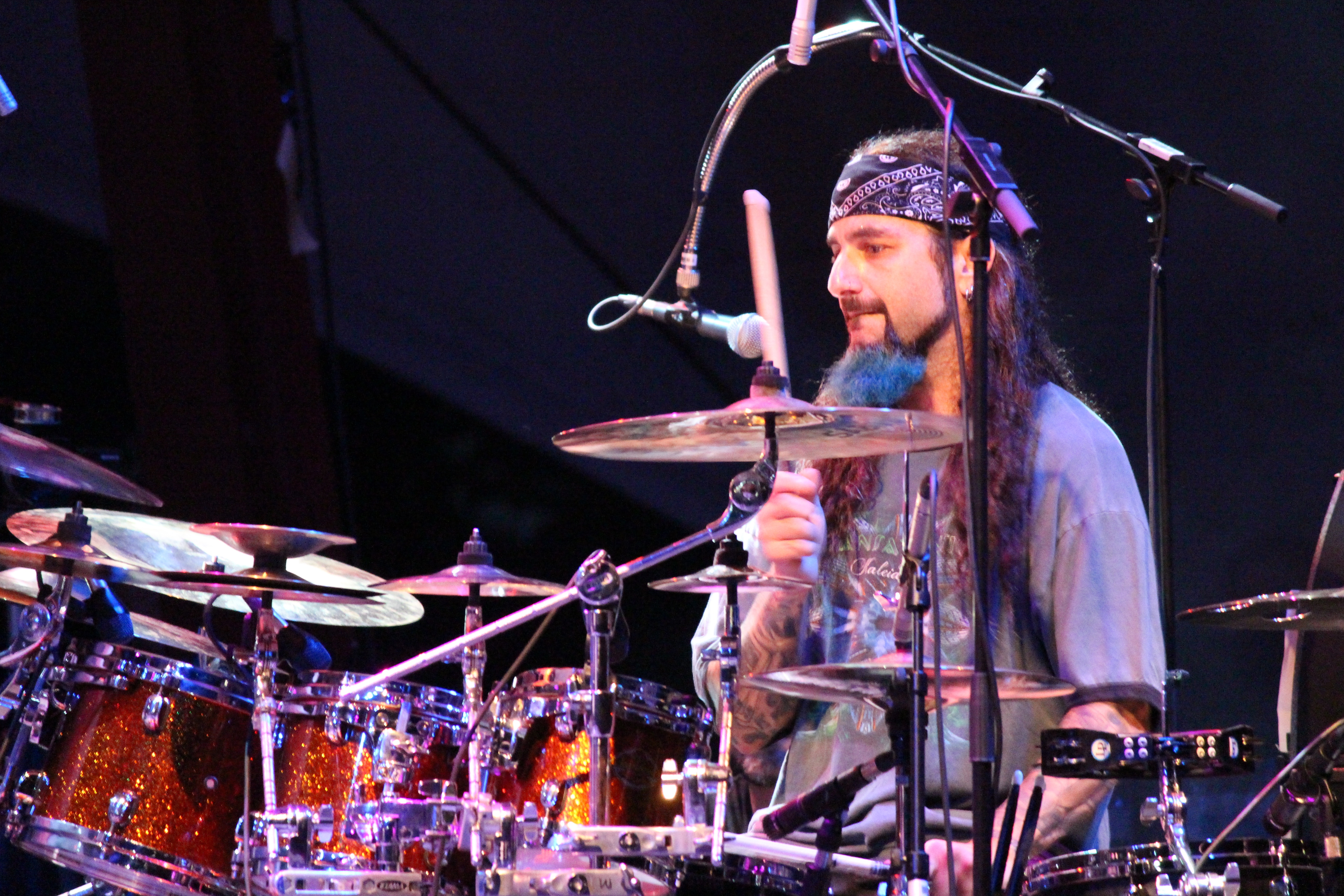
Mike Portnoy podczas koncertu wraz z zespołem Transatlantic w 2014 roku

| Album                                            | Rok  | Źródło |
| ------------------------------------------------ | ---- | ------ |
| Mike Portnoy – Liquid Drum Theater               | 2001 | [ 54 ] |
| Mike Portnoy – Ten Degrees of Turbulent Drumming | 2002 | [ 55 ] |
| Mike Portnoy – Drums of Thought                  | 2004 | [ 56 ] |
| Mike Portnoy – Drumavarium                       | 2005 | [ 57 ] |
| Mike Portnoy – sysDRUMatic chaos                 | 2007 | [ 58 ] |
| Mike Portnoy – In Constant Motion                | 2007 | [ 59 ] |
| Mike Portnoy – Black Clouds & Silver Drumming    | 2009 | [ 60 ] |
| Mike Portnoy – Whirlwind Drumming                | 2010 | [ 61 ] |
| Mike Portnoy – Drumming Colors                   | 2012 | [ 62 ] |
| Mike Portnoy – Kaleidodrums                      | 2014 | [ 63 ] |

## Filmografia
| Tytuł                            | Rok  | Uwagi                                                 | Źródło |
| -------------------------------- | ---- | ----------------------------------------------------- | ------ |
| „Rush: Beyond the Lighted Stage” | 2010 | film dokumentalny, reżyseria: Sam Dunn, Scot McFadyen | [ 64 ] |
| „Welcome to the Dream”           | 2013 | film dokumentalny, reżyseria: Rat Skates              | [ 65 ] |

## Nagrody i wyróżnienia
| Rok  | Kategoria                             | Tytułem      | Nagroda                         | Nota      | Źródło |
| ---- | ------------------------------------- | ------------ | ------------------------------- | --------- | ------ |
| 2010 | Best Drummer                          | Mike Portnoy | Metal Hammer Golden Gods Awards | Laur      | [ 66 ] |
| 2011 | Drum Workshop Best Drummer            | Mike Portnoy | Revolver Golden Gods Awards     | Laur      | [ 67 ] |
| 2014 | Best Drummer presented by Razor & Tie | Mike Portnoy | Revolver Golden Gods Awards     | Nominacja | [ 68 ] |